# Who (Jimin)
Who è un singolo del cantante sudcoreano Jimin, pubblicato il 23 luglio 2024 come secondo estratto dal secondo album in studio Muse.
È stato riconosciuto con l'iHeart Radio Music Award alla canzone K-pop dell'anno e candidato per il Music Award Japan alla miglior canzone.

## Video musicale
Il video, diretto da YongSeok Choi, è stato reso disponibile in concomitanza con l'uscita del brano attraverso il canale YouTube della Hybe ed è finito in lizza per l'MTV Video Music Award al miglior video K-pop.

## Tracce
CD
1. Who – 2:51

Download digitale, streaming – remixes
1. Who (Instrumental) – 2:50
2. Who (Acoustic Remix) – 3:04
3. Who (Rock Remix) – 2:51
4. Who (Shibuyakei Remix) – 2:48
5. Who (Funky Remix) – 3:08
6. Who (Beautiful Mind Remix) – 2:57

## Formazione
Hanno partecipato alle registrazioni, secondo le note di copertina di Muse:
- Jimin – voce
- Noogi Park – basso
- Jon Bellion – cori, tastiere, sintetizzatore, programmazione batteria, produzione
- Pete Nappi – tastiere, sintetizzatore, programmazione batteria, produzione
- Tenroc – tastiere, sintetizzatore, chitarra, programmazione batteria, produzione
- Pdogg – tastiere, sintetizzatore, chitarra, arrangiamento vocale, editing digitale, produzione, registrazione
- Ghstloop – tastiere, sintetizzatore, editing digitale, produzione
- Șerban Ghenea – missaggio

## Successo commerciale
Who è diventata l'entrata di un solista sudcoreano più longeva di sempre nella Billboard Hot 100, trascorrendo oltre 32 settimane nella hit parade.

## Classifiche

### Classifiche settimanali
| Classifica (2024-25) | Posizione massima |
| -------------------- | ----------------- |
| Arabia Saudita       | 4                 |
| Austria              | 31                |
| Bielorussia          | 1                 |
| Bolivia              | 3                 |
| Brasile              | 25                |
| Canada               | 32                |
| Corea del Sud        | 33                |
| Ecuador              | 24                |
| Emirati Arabi Uniti  | 6                 |
| Estonia              | 17                |
| Filippine            | 10                |
| Francia              | 141               |
| Giappone             | 42                |
| Grecia               | 49                |
| Hong Kong            | 5                 |
| India                | 1                 |
| Indonesia            | 8                 |
| Irlanda              | 65                |
| Kazakistan           | 1                 |
| Lettonia             | 1                 |
| Libano               | 6                 |
| Lituania             | 51                |
| Malaysia             | 2                 |
| Medio Oriente        | 1                 |
| Moldavia             | 193               |
| Nordafrica           | 7                 |
| Perù                 | 3                 |
| Polonia              | 93                |
| Portogallo           | 65                |
| Regno Unito          | 4                 |
| Repubblica Ceca      | 42                |
| Russia               | 2                 |
| Singapore            | 1                 |
| Stati Uniti          | 12                |
| Svizzera             | 30                |
| Taiwan               | 11                |
| Ucraina              | 107               |
| Ungheria             | 40                |

### Classifiche di fine anno
| Classifica (2024) | Posizione |
| ----------------- | --------- |
| Bielorussia       | 36        |
| Estonia           | 122       |
| Filippine         | 84        |
| India             | 14        |
| Kazakistan        | 39        |
| Russia            | 23        |

## Date di pubblicazione
| Paese                 | Data           | Formato                      | Etichetta | Versione  | Nota   |
| --------------------- | -------------- | ---------------------------- | --------- | --------- | ------ |
| Mondo                 | 23 luglio 2024 | Download digitale, streaming | Big Hit   | Remixes   | [ 6 ]  |
| Mondo                 | 24 luglio 2024 | CD                           | Big Hit   | Originale | [ 37 ] |
| Italia                | 26 luglio 2024 | Contemporary hit radio       | EMI       | Originale | [ 38 ] |
| Stati Uniti d'America | 9 agosto 2024  | Contemporary hit radio       | Big Hit   | Originale | [ 39 ] |